# Yucumo
Yucumo es una población de Bolivia ubicada en las tierras bajas del país. Forma parte del municipio de San Borja en la provincia del General José Ballivián del departamento del Beni. La población urbana cuenta con una población de 5 494 habitantes.
En la población se encuentra la subalcaldía del distrito 9 del municipio de San Borja.

## Historia
Yucumo, según datos históricos, en su origen se constituyó en un asentamiento de la etnia T'simane, en las orillas del río yucumaj, palabra compuesta que proviene de dos fonemas “Yucu” que es el nombre de un pez que existe en las aguas de este río “Maj” que significa grande profundo, con la llegada de emigrantes y el transcurso del tiempo fue castellano al actual Yucumo.
Con base en una investigación retrospectiva de la historia regional se tiene conocimiento que el primer campamento se construyó a orillas del arroyo Mitre. Este arroyo adquiere esta denominación en razón de que el año 1954 el Sr. Abdón Mitre Pozo, hizo construir un campamento para iniciar los trabajos de apertura de la primera senda ganadera a Palos Blancos habiendo tardado tres meses en dicha apertura con un grupo humano de 20 hombres.
En el año 1973, el regimiento "Román II" de Ingeniería con asiento en la población de Caranavi inició la apertura caminera a las tierras del departamento del Beni, desde Cerro Pelado llegando a la Región de Yucumo en junio de 1970, el contingente de soldados se encontraba al mando del capitán Elías Ardaya.
El 27 de julio de 1974, durante el gobierno de Hugo Banzer nace el Proyecto de Colonización Rurrenabaque - EVA EVA mediante el D.S. N.° 11545 pues se iniciaba finalmente la posibilidad real de explotación del gran potencial agroindustrial del departamento del Beni.
El Instituto Nacional de Colonización (I.N.C.) previa planificación técnica conformó núcleos de 40 familias dotándole de 1280,80 ha para sus faenas agrícolas y ganaderas.
Dando la gran importancia que adquirirá la zona, el ciudadano de apellido Bedoya construyó la primera pista de aterrizaje sobre el río Yucumo.
En el mes de septiembre del año 1977 pasó por Yucumo la primera Caravana de Integración Nacional, encabezada por el general Hugo Banzer, entonces presidente de la Junta Militar de gobierno.
En junio de 1979 una caravana de inmigrantes llegó a Yucumo con la finalidad de asentamiento, meses después ingresaron los contingentes del servicio nacional de caminos.
En el año 1978 el personal administrativo del servicio nacional de caminos formaron su campamento provincial al frente del río Yucumo y posteriormente se trasladaron al frente del río Yacumita. Meses después, como afecto de la sequía en el departamento de Potosí, llegaron una gran cantidad de familias inmigrantes buscando un mejor futuro y bienestar para sus familias.
A principios del año 1982 es designado el Sr. Henrry Omestegui como primer corregidor de Yucumo, el ciudadano Freddy Huanca Kantuta como Alcalde de Campo y el colono Tomas Choque Mamani como primer presidente de la de vecinos.
El 3 de noviembre de 1984 se constituye en esta población las autoridades de San Borja a la cabeza del Sr. Abdón Mitre H. Alcalde Municipal, el Sr. Arnulfo Martínez Presidente de CODEBORJE, la Sra. Lic. Zulma Majluf presidente del Comité Cívico de San Borja y R.P. Cristian Fressard párroco de San Borja al objeto de colocar la primera piedra fundamental en signo de la fundación del pueblo de Yucumo.
Para conocimiento general se indica que el primer Secretario Ejecutivo de la Federación Especial de Colonizadores de Yucumo, fue el Sr. Rufino Rodríguez organizado por los cuatro centrales: Yucumo Palmar, Quiquibey y Piedras Blancas, las comunidades cuentan con 64 afiliado en la región.
Yucumo nace como centro poblacional urbano mediante la ordenanza municipal n.º 001/89 de la fecha 31 de marzo de 1989 durante la gestión del alcalde municipal Eduardo Guiteras Denis, como una imperiosa necesidad debido al constante aumento poblacional, donde Yucumo es una mezcla de culturas occidentales y orientales en tierras de la etnia Tsimane.

### Creación de municipio
Desde el año 2000 se propuso que Yucumo se convirtiera en un nuevo municipio, separándose así del municipio de San Borja. En octubre de 2021 se organizará un cabildo con el fin de decidir si se empezarán los trámites necesarios para convertirse en nuevo municipio.

## Geografía

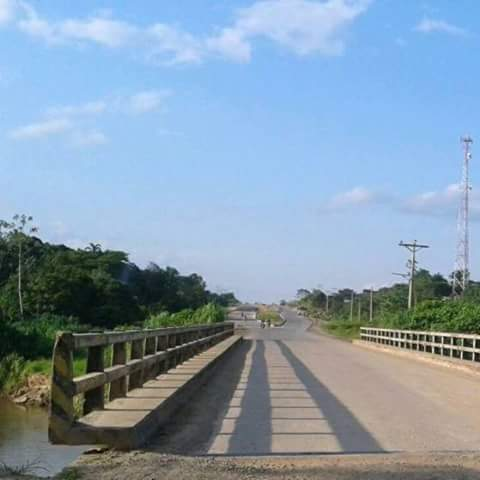
Puente Chiman: El puente lleva su nombre gracias a la nación Chiman que habitaban en cercanías al río.

Yucumo se encuentra en la parte boliviana de la cuenca amazónica al este de las cadenas montañosas del país en un clima húmedo durante todo el año.

### Ubicación
Yucumo se encuentra al pie de las montañas de la Reserva de la biosfera y tierra comunitaria de origen Pilón Lajas y parte de las sabanas o pampas benianas y la amazonia boliviana, ubicado a una distancia de 281 km de Trinidad, la capital departamental, a 50 km de la ciudad de San Borja, a 100 km de Rurrenabaque y a 334 km de la ciudad de La Paz, sede de gobierno de Bolivia. Yucumo es conocido como la puerta del departamento del Beni, porque el viajero que viene por vía terrestre de La Paz o Caranavi primero debe llegar a este pueblo antes de llegar a Trinidad, Rurrenabaque o Cobija.
Yucumo se localiza en el distrito 9 del municipio de San Borja dentro de la provincia del General José Ballivián. Esta localidad se considera la segunda población con más habitantes después de San Borja, la capital del municipio.

## Clima
El clima es tropical en Yucumo. Hay lluvias significativas en la mayoría de los meses del año. La corta estación seca tiene poco efecto sobre el clima general. Este clima es considerado Am según la clasificación climática de Köppen-Geiger. La temperatura media anual en Yucumo se encuentra a 25.3 °C. La precipitación media aproximada es de 1829 mm.
La temperatura promedio de la región es de 26 °C y varía solo de manera insignificante entre 23 °C en junio y julio y una buena 27 °C de octubre a diciembre. La precipitación anual es de poco menos de 2000 mm, con una estación lluviosa pronunciada de diciembre a marzo con precipitación mensual de 200-300 mm y valores mensuales más bajos justo por debajo de 100 mm de julio a septiembre.

## Demografía
| Año  | Habitantes | Fuente     |
| ---- | ---------- | ---------- |
| 1992 | 1 404      | Censo 1992 |
| 2001 | 3 090      | Censo 2001 |
| 2012 | 4 693      | Censo 2012 |
| 2022 | 6 490      | Tendencia  |

## Economía
Yucumo se considera una zona productora en el campo agrícola, cultivando arroz, plátano, yuca, piña, sandía, cítricos, cría y engorde de ganado bovino, porcino, ovino, caprino y aves de corral. Toda la producción excedente es llevada hasta las ciudades más cercanas como Trinidad, Riberalta, La Paz y otros.
También en el área urbana se ofrece múltiples productos y servicios para todo el municipio y los departamentos colindantes, como la provisión de alimentos, víveres, abarrotes, ferreterías, alojamientos, hoteles e insumos de múltiples productos para el desarrollo de la agricultura y ganadería, en la mayoría de los casos al mismo precio que en La Paz. Es un centro urbano donde se observa un gran movimiento socioeconómico, zona transitoria de turistas que visitan las áreas protegidas del Parque nacional Madidi, la Reserva de la biosfera y tierra comunitaria de origen Pilón Lajas y la estación biológica del Beni.

### Feria dominical
Toda la región y comunidades cercanas se reúnen cada domingo en el centro urbano de Yucumo para ofrecer la producción agropecuaria de temporada y al mismo tiempo hacen su abastecimiento de víveres para toda la semana.

### Servicios
Yucumo cuenta con:
- Agua potable y alcantarillado. hace décadas atrás Yucumo empezó su desarrollo con unos cuantos barrios, a medida que fue creciendo el pueblo se ha observado que la norias en cada choza no era factible, por esta razón se optó por la conformación de una cooperativa de agua, el cual hasta fines del año 2018 dotó de agua pura de las vertientes de las montañas de pilón Laja. El año 2019 se inició con el funcionamiento de una nueva obra, con la distribución de agua potable y alcantarillado, se espera sea mejor que el antiguo sistema que llegaba a toda el área urbana con buena presión.[6] El sistema de alcantarillado inició sus operaciones desde el año 2020.

- Instituto tecnológico.- con tres carreras. Se realizó la entrega del Instituto Tecnológico de Yucumo.[7]

- Coliseo deportivo.- en funcionamiento.

- Mercado modelo campesino.- en funcionamiento.

- Radio comunitaria.- transmisión interrumpida.

- Canal de televisión .-estación repetidora, señal abierta, libre. Transmisión interrumpida.

## Educación
El centro urbano de Yucumo cuenta con educación Primaria, Secundaria. Escuelas, colegios y un instituto superior estatal.

## Carreteras
Los habitantes provienen desde distintas regiones, incluyendo el altiplano, valles y el oriente, los cuales se encuentra asentados mayormente sobre la carretera troncal:
Yucumo – San Borja, carretera en proceso de asfaltado cuesta cerca de 60,9 millones de dólares, a 1,1 millones de dólares por kilómetro, y está abandonada con un avance del 10%
Yucumo – Rurrenabaque, carretera asfaltada
Yucumo – Quiquibey, carretera asfaltada
Antes de llegar a Yucumo en el límite departamental entre La Paz y Beni se encuentra el puente del Río Quiquibey perteneciente al distrito 9. Otro de los puentes en este tramo esta el puente Chiman. 
En la ruta hacia San borja se tiene el puente San Lorenzo, en cercanía a este río se encuentra el matadero del pueblo. Y finalmente en el tramo hacia Rurrenabaque se encuentra el puente Caripo.

## Transporte terrestre
En Yucumo su población  se moviliza en el área urbano en mototaxis y trufis. Para circular en las provincias y el departamento se dispone de movilidades livianas conocidos como las caldinas y similares, su ruta cubre en las tres direcciones; hacia San Borja, Rurrenabaque y Caranavi.
Para el transporte interdepartamental se cuenta con oficinas de flotas como la Trans Yungueña que realiza su ruta La Paz - San Borja y La Paz - Guayaramerín. En cambio la flota Trans Vaca Díez tiene como ruta es La Paz - Guayaramerín. Existen también otras empresas de transporte como Trans Rurre como su nombre indica recorre la ruta La paz - Rurrenabaque, Trans Totai, Turbos Totai, Trans Pando y otras empresas transitan por el área urbana de nuestra población. 

## Comunidades
Están organizadas en centrales de comunidades agroecológicas, su principal organización es la federación de Productores agroecológicos Yucumo FEPAY. Las comunidades originarias, están asentadas principalmente en proximidades y riberas del río Maniqui.